# 壽豐村
23°52′12″N 121°30′00″E / 23.870°N 121.500°E
壽豐村位於台灣花蓮縣壽豐鄉，佔地5.056平方公里，人口約1,818人。壽豐村即壽豐鄉的鄉治所在，台灣日治時期開闢為日籍移民專屬的移民村，名為壽村，台灣戰後時期，移民村所有日籍移民遣返回日本，該村村名亦改為壽豐村。
壽豐村民今仍大半務農，農產作物以稻米、甘藷、甘蔗、花生、西瓜與蔬菜為大宗，村內山區則以種植柑橘、梧桐為主，壽豐車站、壽豐鄉公所及衛生所皆位於本村。

## 商業
- 全聯福利中心花蓮壽豐店
- 統冠聯合超市壽豐店（農會超市）
- 壽豐夜市（每週三）[2][3]
- 花蓮二信壽豐分社

## 交通
- 台九線花東公路
- 統聯客運
- 壽豐車站